# Abraham Louis Tourte
Abraham Louis Tourte (Genève, 22 juni 1818 - Turijn, 18 april 1863) was een Zwitsers politicus voor de radicalen uit het kanton Genève.

## Biografie
Abraham Louis Tourte was een zoon van schrijfster Marie Tourte-Cherbuliez.
Hij zetelde van 12 november 1849 tot 1 oktober 1851 in de Kantonsraad. Na de Zwitserse parlementsverkiezingen van 1851 zetelde hij van 1 december 1851 tot 3 december 1854 in de Nationale Raad.